# Эдцард II
Эдцард II (нем. Edzard II, в.-фриз. Edzard II; 24 июня 1532, Гретзиль, графство Остфрисланд — 1 марта 1599, Аурих, графство Остфрисланд) — граф Остфрисланда с 1540 (до 1561 при регенте) по 1599 год; представитель дома Кирксена.

## Биография
Эдцард родился 24 июня 1532 года в Гретзиле, в семье Энно II, графа Остфрисланда и Анны, принцессы Ольденбургской. В 1540 году умер его отец, и в возрасте восьми лет он стал графом Остфрисланда под именем Эдцарда II. Регентом до его совершеннолетия была мать. Вдовствующая графиня, исповедовавшая кальвинизм, не спешила передать правление сыну, и, когда тот, в возрасте двадцати семи лет женился, ей не понравился его выбор. Она, опасаясь влияния на графа со стороны жены, из-за которой Эдцард перешёл в лютеранство, отменила примогенитуру и разделила правление между тремя сыновьями.
Кристоф, средний брат Эдцарда, умер рано, и борьба за разгорелась между ним и младшим братом Иоганном, который, как и мать, исповедовал кальвинизм. Эта борьба мешала развитию феода. После смерти Иоганна в 1561 году, Эдцард стал единоличным правителем графства. Но его авторитет среди подданных был сильно подорван из-за междоусобицы. В 1576 году он не смог получить титул имперского адмирала. В 1593 году, удовлетворив просьбу сословий, граф учредил Верховный суд в Аурихе. 
В 1595 году город Эмден, чьи жители исповедовали кальвинизм, отказались подчиняться графу-лютеранину. Началась Эмденская революция, которая, после вмешательства Республики Соединённых провинций, завершилась подписанием договора в Делфзейле 5 июля 1595 года. Эдцард был вынужден согласиться с большей автономией Эмдена.
Ещё одной территориальной потерей дома Кирксена во время правления Эдцарда II стала утрата графства Йевер, которое, последняя его правительница Мария Йеверская завещала дому Ольденбургов. 
Эдцард умер в Аурихе 1 марта 1599 года. Будучи лютеранином, он не пожелал быть похороненным в кальвинисткой усыпальнице дома Кирксена в Великой церкви в Эмдене. 13 мая 1599 года его погребли в Ламбертикирхе в Аурихе, где основали новую усыпальницу правившей династии.

### Брак и потомство
1 октября 1559 года в Стокгольме Эдцард II сочетался браком с Катариной Шведской (6.6.1539 — 21.12.1610), принцессой Шведской из дома Васа, дочерью Густава I, короля Швеции и шведской дворянки Маргариты Лейонхувуд. Это был единственный брак представителя дома Кирксена с особой королевской крови. Семья его невесты надеялась таким образом обеспечить себе влияние на графство. В этом браке родились десять детей:
- Маргарита (22.11.1560 — 8.9.1588), принцесса Остфрисландская;
- Анна (26.6.1562 — 21.4.1621), принцесса Остфрисландская, первым браком с 12 июля 1583 года за Людвигом VI (4.7.1539 — 22.10.1583), курфюрстом Пфальца, вторым браком с 21 декабря 1585 года за Эрнстом Фридрихом (1560 — 1604), маркграфом Баден-Дурлаха, третьим браком с 7 марта 1617 года с Юлиусом Генрихом (9.4.1586 — 20.11.1665), герцогом Саксен-Лауэнбурга;
- Энно (30.9.1563 — 19.8.1625), граф Остфрисланда под именем Энно III, сочетался первым браком 29 января 1581 года с графиней Вальбургой фон Ритберг (1556 — 20.5.1586), вторым браком 28 января 1598 года с принцессой Анна Гольштейн-Готторпской (27.2.1575 — 24.4.1625);
- Иоганн (1566 — 29.9.1625), принц Остфрисландский, граф фон Ритберг под именем Иоганна III, сочетался браком 4 марта 1601 года с племянницей, графиней Сабиной Катариной фон Ритберг (1582 — 31.5.1618);
- Кристоф (1569 — 1636), принц Остфрисландский, сочетался браком 13 августа 1613 года с принцессой Ламбертиной де Линь (22.6.1593 — 14.2.1651), дочерью Ламораля I, принца де Линь;
- Эдцард (1571 — 1572), принц Остфрисландский, умер в младенческом возрасте;
- Елизавета (1572 — 1573), принцесса Остфрисландская, умерла в младенческом возрасте;
- София (5.6.1574 — 20.3.1630), принцесса Остфрисландская;
- Карл Отто (1577 — 28.2.1603), принц Остфрисландский;
- Мария (1.5.1582 — 9.7.1616), принцесса Остфрисландская, сочеталась браком 1 сентября 1614 года с Юлием Эрнстом (11.3.1571 — 26.10.1636), герцогом Брауншвейг-Данненберга.